# Hans Fróði Hansen
Hans Fróði Hansen [frɔujɪ] (* 25. August 1975 in Leirvík, Färöer) ist ein ehemaliger färöischer Fußballspieler.

## Fußball

### Vereine
Hans Fróði Hansen begann seine Karriere bei LÍF Leirvík. Sein Debüt gab er 1991 am zehnten Spieltag in der zweiten Liga beim 2:2 gegen ÍF Fuglafjørður, er spielte von Beginn an. Im nächsten Jahr wurde er auch in der zweiten Runde des Pokals bei der 0:4-Auswärtsniederlage gegen KÍ Klaksvík eingesetzt, er half hierbei als Torwart aus. Auch in der Liga spielte er für ein Spiel als Schlussmann, ansonsten wurde er sporadisch als Abwehrspieler eingesetzt. Sein erstes Tor erzielte er am 14. Spieltag beim 1:1-Unentschieden im Auswärtsspiel gegen HB Tórshavn II. Als Tabellenerster gelang zum Saisonende der Aufstieg in die erste Liga, in der Hansen 1993 im letzten Saisondrittel auch verstärkt zum Einsatz kam. Sein Debüt in der obersten Spielklasse feierte er am siebten Spieltag beim 4:1-Auswärtssieg gegen TB Tvøroyri. Nachdem zum Saisonende nur der neunte Platz belegt werden konnte, spielte Hansen 1994 wieder in der zweiten Liga. Dort zählte er erstmals zu den Stammspielern und wurde in sämtlichen Pflichtspielen eingesetzt.
1996 wechselte Hansen zu B68 Toftir in die erste Liga. Im Jahr darauf kehrte er für ein halbes Jahr zu LÍF Leirvík in die zweite Liga zurück, ab der zweiten Jahreshälfte spielte er für HB Tórshavn. 1998 stand er erstmals im Pokalfinale, welches mit 2:0 gegen KÍ Klaksvík gewonnen werden konnte. Mit dem Gewinn der Meisterschaft gelang hierbei das Double, in der damaligen Mannschaft spielten unter anderen auch Jan Dam, Andrew av Fløtum, Jóhannis Joensen, Allan Mørkøre und Jens Erik Rasmussen. Nach einem weiteren Jahr bei HB wechselte er 2000 zu Sogndal Fotball in die zweite norwegische Liga und erreichte mit dieser Mannschaft zum Saisonende den Aufstieg in die Tippeligaen. Anschließend kehrte Hansen auf die Färöer-Inseln zu B68 Toftir zurück, für die er die nächsten drei Jahre spielte.
2004 wechselte er zu Fram Reykjavík und erreichte zusammen mit seinem Landsmann Fróði Benjaminsen nur knapp den Klassenerhalt in der Landsbankadeild. Daraufhin wechselte er zu Breiðablik Kópavogur in die zweite isländische Liga und erreichte als Tabellenerster den Aufstieg in die höchste Spielklasse. 2006 spielte Hansen schließlich noch ein letztes Mal für LÍF Leirvík in der zweiten färöischen Liga und fungierte hierbei als Spielertrainer. Mit dem Verein erreichte er den dritten Platz. Abschließend lief er in der dritten Liga nach zwei Jahren Pause noch einmal für Víkingur Gøta III in zwei Partien sowie 2012 für TB Tvøroyri II in fünf Partien auf. Nach dem Aufstieg in die zweite Liga absolvierte er weitere vier Spiele.

#### Europapokal
13 Mal trat Hansen zu Spielen im Europapokal an, ein Tor gelang ihm hierbei jedoch nicht. Sein Debüt erfolgte 1996 für B68 Toftir im UI-Cup bei der 0:4-Heimniederlage gegen LASK Linz. Das letzte Spiel absolvierte er 2002 für B68 im UI-Cup im Rückspiel gegen FC St. Gallen, welches zu Hause mit 0:6 verloren wurde.

### Nationalmannschaft
Hans Fróði Hansen gab sein Debüt für die Nationalmannschaft gemeinsam mit Jákup á Borg am 19. August 1998 im Freundschaftsspiel in Sarajevo gegen Bosnien-Herzegowina, das Spiel ging 0:1 verloren. Sein einziges Tor in 26 Spielen erzielte er am 5. Juni 1999 auf heimischem Rasen in Toftir im EM-Qualifikationsspiel gegen Schottland in der 90. Minute zum 1:1, was er als den größten Moment seiner Fußballerkarriere bezeichnet.

### Trainerlaufbahn
Neben der Tätigkeit als Spielertrainer in der Saison 2006 für LÍF Leirvík trainierte Hansen in der Saison 2013 den färöischen Erstligisten TB Tvøroyri. Nach dem 16. Spieltag wurde er auf Platz acht liegend entlassen.

### Erfolge
- 1× Färöischer Meister: 1998
- 1× Färöischer Pokalsieger: 1998

### Schiedsrichtertätigkeit
1992 leitete Hansen das Erstligaspiel der Damen zwischen KÍ Klaksvík und HB Tórshavn. 1994 folgte mit dem Drittligaspiel der Männer zwischen Skála ÍF und GÍ Gøta II sein zweiter und letzter Einsatz als Schiedsrichter.

## Persönliches
Am 25. Januar 2007 kam er in die färöischen Schlagzeilen, als er zusammen mit Pamela Anderson bei einem Dinner fotografiert wurde.